# Travessia de Jerusalem (Tortosa)
La Travessia Jerusalem és un carrer de Tortosa (Baix Ebre) inclòs a l'Inventari del Patrimoni Arquitectònic de Catalunya.

## Descripció
Comunica el Carrer Major de Remolins amb el carrer Jerusalem. Té una llargada d'uns 55 m i una amplada de 2 m al principi i 4 m a partir de la Travessia Sol, que el comunica amb el carrer Sol.
Es compon d'habitatges que tenen entre un i tres pisos, normalment amb golfes que, en la majoria dels casos, es veuen d'estructura antiga (segle xix) però amb façana arreglada modernament. Destaca la núm. 26, que sembla tenir a la llinda la data de 1843, força esborrada. Té l'aparença de ser la més vella de la travessia: consta de planta i pis, amb una porta gran (de carro), de muntants i arc escarser de pedra, una finestra a la planta i dues al pis, totes allindanades i amb cert esplandit. En el voladís només sobresurten les teules canaleres que recollien l'aigua per a la cisterna. La casa núm. 3 es troba arrebossada simulant carreus, com se solia fer a principis del segle xx. El sector que comunica amb el carrer Jerusalem ja té cases de construcció moderna.

## Història
Es troba dins l'antic barri jueu de Tortosa. Les construccions més antigues que conserva són del segle xix, però el seu traçat és l'original del segle xii, estret i irregular.